# 东风6型内燃机车
东风6型柴油机车（DF6），设计过程中原称为东风4D型柴油机车，中国铁路使用的电力传动柴油机车车型之一，由大连机车车辆厂和美国通用电气公司合作设计及制造，并被列入铁道部“七五”科技发展规划项目之一。中国于1985年从通用电气公司订购第二批ND5型柴油机车的同时，亦签订了关于合作改进东风4型柴油机车及机车制造管理培训的技术转让合同。1985年起，大连机车车辆厂和通用电气公司开始合作研制东风6型柴油机车，机车设计性能指标是以通用电气Dash 8系列的C39-8型柴油机车为参考对象，通过采用由中美合作设计制造的电力传动系统和微机控制系统，使其牵引性能、经济性能和运用可靠性达到1980年代世界先进水平。
东风6型机车装用一台16V240ZJD型柴油机，装车功率为4000马力（2940千瓦），传动系统采用三相交流同步发电机、硅二极管整流装置、直流牵引电动机组成的交—直流电传动装置，该型机车也是中国第一款采用微机控制装置的柴油机车，微机系统负责机车恒功率励磁控制、轮对防空转防滑行、电阻制动与制动扩展控制、以及机电保护和故障诊断显示装置等功能。1989年4月，东风6型0001号、0002号机车机车于大连落成出厂并投入试验。1991年9月，采用国产化零部件的东风6型0003号机车落成出厂。作为部级鉴定试验用车的东风6型0004号机车亦于1995年10月出厂。虽然东风6型机车在试验中表现了非常出色的性能，但在六四事件后随着中美关系十年蜜月期的结束，加上机车零部件的国产化遇到了种种困难，东风6型机车最终仍无法投入批量生产，但其部分成熟技术后来被应用到多种型号的国产机车上。

## 发展历史

### 开发背景

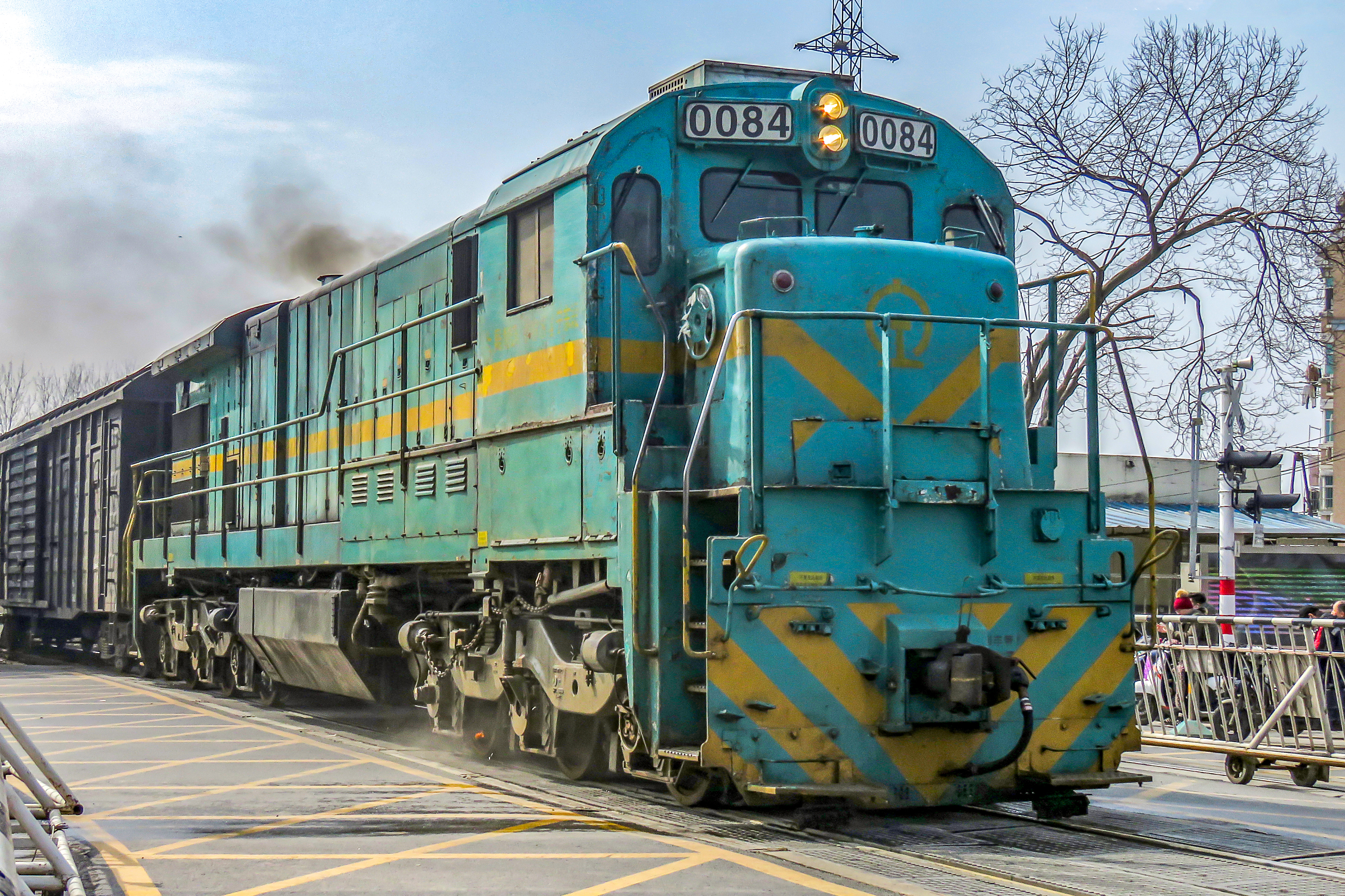
ND5型柴油机车

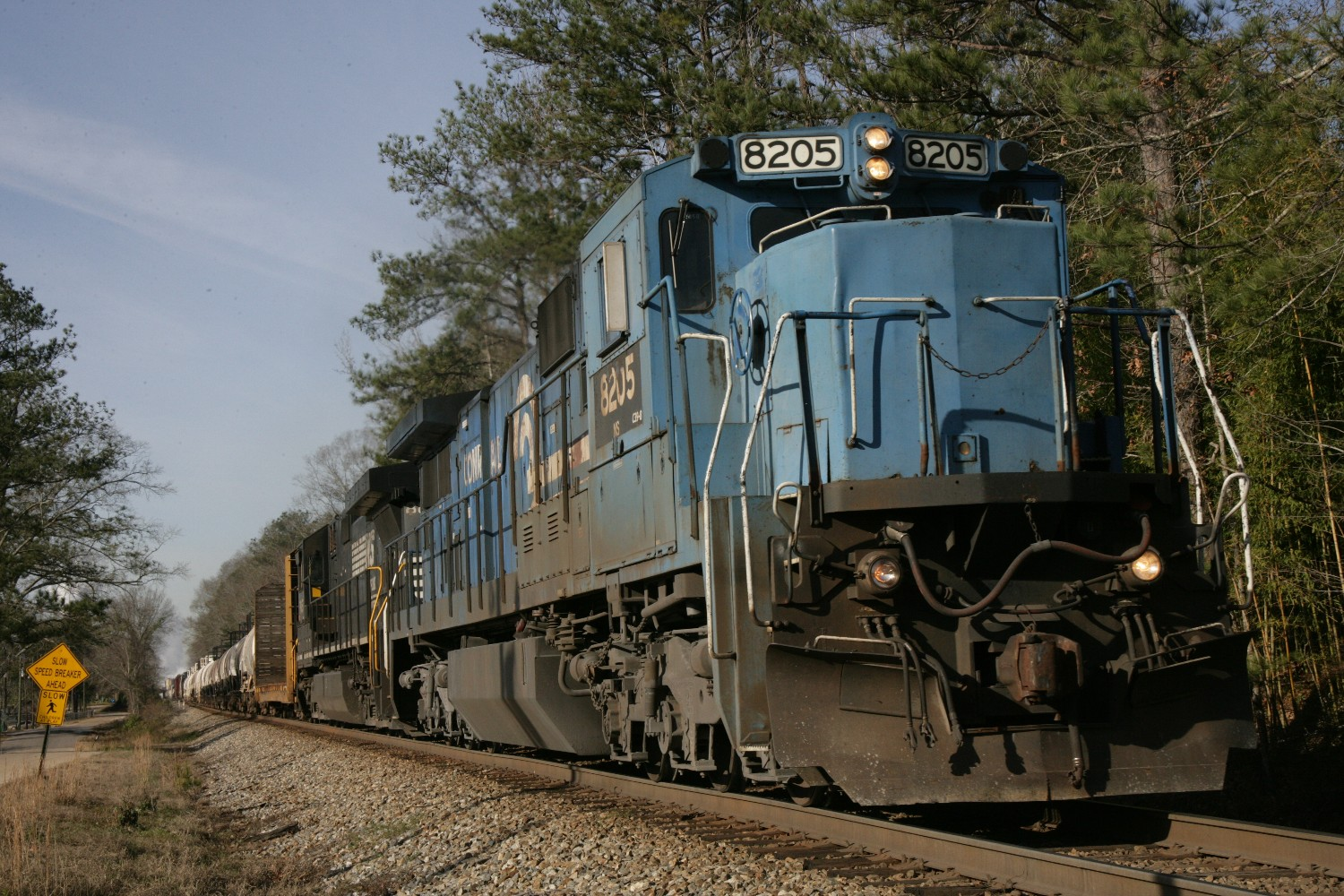
C39-8型柴油机车

1980年代，中国在实施改革开放以后，国民经济快速发展，铁路客货运量猛增，铁路运输能力全面紧张，货运能力不足导致各地待运货物物资大量积压，而当时刚刚投入批量生产的东风4型柴油机车，不仅机车数量和生产能力无法满足需求，而且在柴油机、传动系统以及制造工艺等方面也存在较多问题，机车可靠性和生产质量仍有待改进。为了缓解机车数量不足的燃眉之急，中华人民共和国铁道部经研究后决定，按技贸结合原则从国外进口一批大功率柴油机车。经过反复比较后，中国最后选定了美国通用电气运输系统分公司的产品、属于通用电气Dash-7系列产品之一的C36-7型柴油机车，这种机车按中国铁路机车命名规范定型为ND5型柴油机车。1983年至1986年间，中国从美国进口了两批共422台ND5型柴油机车。该型机车配属上海铁路局、济南铁路局、北京铁路局、沈阳铁路局投入运用以后，有效提高了津浦铁路、丰沙铁路、京原铁路、沈大铁路等主要干线运用区段的牵引定数和铁路货运量，加快中国铁路繁忙干线内燃化的步伐，缓解了铁路运输能力紧张的情况，产生了可观的社会经济效益。
ND5型柴油机车作为一种通过技贸结合方式引进的机车，中国与通用电气签订机车销售合同的同时，还签订了多份技术转让合同。技术转让分为两个阶段，第一期技术转让项目为ND5型机车关键部件制造技术转让，由通用电气公司向中方无偿转让该型机车10项关键部件制造技术，包括牵引电动机、牵引发电机、电子控制系统、空气滤清器、牵引齿轮、柴油机增压器、汽缸套、活塞环、喷油泵、喷油器等，涉及技术转让合同的工厂包括大连机车车辆厂、永济电机厂、资阳机车厂、戚墅堰机车车辆厂、大同机车厂等七家企业。技术引进的重点为通用电气的机车电传动系统，ND5型机车上这些产品的优点恰恰就是当时中国国产机车的技术薄弱环节。当时中国国产柴油机车与国际先进水平的最大差距，表现在机车持续牵引力和最大恒功率速度两个方面。以东风4型为代表的国产电传动柴油机车，最大的不足在于恒功率速度范围狭窄，柴油机功率无法被充分利用，影响高速区持续牵引力的发挥，而通用电气柴油机车的主要特色，便是较大的恒功率调速范围以及完善的恒功率励磁控制系统。

### 研制过程
第二期技术转让项目则包括了合作改进东风4型柴油机车、建立进口柴油机车大修点以及机车制造管理培训，商定由大连机车车辆厂与通用电气公司合作改进中国国产的东风4型柴油机车，共同开发研制新一代的东风4D型柴油机车（研制过程后期定型为东风6型柴油机车），通过采用由中美合作设计制造的电力传动系统和机车控制系统，使其牵引性能、经济性能和运用可靠性达到1980年代世界先进水平。在机车设计初期，原定采用通用电气C36-7型机车上经过改进的部分电机电器和控制系统，但大连机车车辆厂此时注意到刚刚推出市场的通用电气Dash 8系列，该系列柴油机车采用了作为当时最新技术的微机控制系统，于是大连机车车辆厂向通用电气提出引进该项技术，机车设计性能指标参照同时期通用电气C39-8型柴油机车的标准。根据双方共同制定的机车设计目标，柴油机最大运用功率要达到4000马力（2940千瓦），主发电机输入功率达到3800马力（2790千瓦），机车标称功率达到3,250马力（2,425千瓦）；使用恒功率速度高的电传动装置，以改善机车牵引性能，在持续速度点的持续牵引力要达到360千牛；机车控制系统采用微机设备，具备机车功率控制、轮对防空转控制、电阻制动特性控制、故障诊断显示、机电设备监控和保护等功能，保证机车在轮轨条件不良的情况下，机车的粘着系数仍可达到25%左右；通过全面地评价和改进机车零部件的设计，并采用一些国外进口的产品和先进设备，以提高机车零部件的工作可靠性和延长使用寿命，降低机车机破及临修故障率，将机车厂修期从东风4B型机车的51～63万公里延长到80万公里。机车车体和转向架等机械部分的改进设计由大连机车车辆厂负责，电力传动装置和控制系统的应用设计由通用电气公司负责。机车动力装置选用由大连机车车辆厂与英国里卡多公司合作研制的16V240ZJD型柴油机。
东风6型机车的施工设计工作于1986年至1987年间进行，而16V240ZJD型柴油机的试制和试验工作亦在同步进行。1986年1月至12月，大连机车车辆厂进行首台16V240ZJD型柴油机的试制和组装。1987年2月，首台样机在工厂内的试验台上开始进行调整试验，并于1987年12月顺利完成了UIC 100小时可靠性试验。1987年10月，大连机车车辆厂向通用电气公司订购了供首两台原型车所使用的电机电器装置和控制系统。1988年2月，首台16V240ZJD型柴油机完成按国家标准规定的ORE 360小时耐久性试验。1988年6月25日，16V240ZJD型柴油机完成了长达1150小时的全部试验项目。1988年，大连机车车辆厂先后完成了两台原型车的车体结构和主整流柜的组装；同年8月，由通用电气公司制造的电气设备陆续运抵中国并开始装车。1988年12月，东风6型0001号机车在大连机车车辆厂完成组装，并与通用电气联合进行机车初步调试和线路运行试验。1989年1月，东风6型0001号机车已基本完成各项预定的调整试验项目，东风6型0002号也完成了组装并展开各项试验。1989年1月25日，东风6型0001号机车进行首次正线牵引试运转，在沈大铁路大连至瓦房店之间往返运行。同年2月19日，东风6型0002号机车在沈大铁路大连至瓦房店之间进行首次正线试运转。同年2月24日，东风6型0001号机车在沈大铁路大连至大石桥之间进行牵引试验。1989年4月5日，首两台东风6型机车在大连机车车辆厂举行了隆重的落成典礼和剪彩仪式，时任通用电气运输系统副总裁迈克尔·洛克哈特（Michael D. Lockhart）、中共中央顾问委员会委员宋黎、铁道部总工程师沈之介、辽宁省政府副省长林声、中共大连市委书记毕锡桢、大连市政府副市长高国珠、铁道部机车车辆工业总公司总经理黄志和等代表参与了典礼和剪彩。

### 试验考核
1989年5月24日，东风6型0001号、0002号机车正式移交沈阳铁路局大连机务段投入运用考核，并将其与ND5型机车编入同一个车队，担当沈大铁路大连至苏家屯之间的干线货运任务，以便客观比较和评价东风6型机车的性能，至同年末两台机车已经分别行驶了9.5万公里和7.4万公里。1989年8月30日至9月11日，铁道部选取了东风6型0002号机车，在大连内燃机车研究所的机车定置试验台上进行了牵引热工性能、辅助功率、冷却能力、热平衡等试验。试验结果证明，机车牵引性能已经达到或超过原设计要求，机车各项技术指标均已达到1980年代世界上同类机车的先进水平。机车实际轮周功率达到2,528千瓦，比东风4B型机车提高了21%，超过了2,425千瓦的设计目标；12位手把时的最大起动牵引力达到498.6千牛，超过了435千牛的设计目标；牵引发电机整流后电流可达7030安培，此时的轮周牵引力达到355千牛，对应速度为24.1公里/小时；由于柴油机燃油消耗率低、电传动装置效率高、辅助设备功率消耗小的原因，东风6型机车在各种负载情况下以及宽阔的速度范围内都能发挥较高的效率，机车轮周效率最高可达35.44%（东风4B型机车的最高轮周效率为33.7%，ND5型机车的最高轮周效率为35.1%）；在相同运用条件下，东风6型机车的万吨公里油耗率约为17.3～17.4公斤，与担当相同牵引任务的ND5型机车相若。

### 国产化
东风6型0001号、0002号机车上安装了共77种从国外进口的零部件，引进价值达83万美元。首两台原型车研制成功后，根据铁道部科技发展计划项目合同《东风6型机车国产化安排》的规定，铁道部立即组织有关单位进行进口零部件的国产化工作。柴油机方面，采用天津机车车辆机械厂研制的ZN290型涡轮增压器，代替瑞士ABB公司的VTC254-13型增压器；喷油泵及喷油器由英国布赖斯·伯杰公司产品改用南口机车车辆机械厂的产品；主轴瓦及连杆瓦由英国冰川金属公司产品改用上海轴瓦厂的产品；机油滤清器和高压油管等配件亦改用国产产品。电气设备方面，牵引发电机、牵引电动机、电阻制动柜和各种功率开关、接触器等的国产化则主要由永济电机厂负责。1990年，永济电机厂在参考通用电气GE752AFC1型牵引电动机的基础上，试制出国产化的ZD108型牵引电动机；同时，通过消化吸收通用电气GTA24A3型和GTA32A1型牵引发电机的先进技术，试制出JF202型牵引发电机。机车控制系统方面，微机控制装置主要包括一个励磁屏（Excitation Control Panel）、一个电源屏（Power Supply Panel)、两个诊断信息显示屏（Diagnostic Information Display）和两组信号处理模块，前三项由株洲电力机车研究所试制，最后一项由大连机车车辆厂试制。1991年9月28日，大连机车车辆厂成功试制出东风6型0003号机车，整台机车的国产化率达到96%，除了进口价值3万美元的少量配件和生产原材料外，其余总价值80多万美元的配件全部实现国产化。
为了验证国产化机车的性能和质量状况，东风6型0003号机车经过初步的牵引试验后，于1992年3月18日至4月10日在大连内燃机车研究所的机车定置试验台上进行了牵引热工性能试验。试验结果显示，虽然国产化机车的各项主要技术性能指标均达到了设计目标，但其轮周效率、油耗率、牵引力等参数还是略低于首两台采用进口零部件的原型车。12位手把时的最大起动牵引力达到474.03千牛；15位手把时的牵引发电机整流后电流达到6153安培，此时的轮周牵引力达到311.27千牛；机车轮周效率最高可达35.3%。1994年7月27日， 东风6型0003号机车正式出厂并配属沈阳铁路局大连机务段，开始进行15万公里运用考核，主要担当沈大铁路大连至大石桥区间的货物运输。由于国产化零配件的可靠性及供应问题等原因，机车故障后往往需要较长的停运待修时间，致使运用考核的进度受到了影响。同年，大连机车车辆厂向铁道部申请试制第二台国产化东风6型机车，并提出尽快安排东风6型机车进行部级鉴定的建议。

### 部级鉴定
1995年8月，铁道部科技司下达了东风6型机车和16V240ZJD型柴油机的型式试验安排。为此，大连机车车辆厂和铁道部科学研究院及铁道部质量检测中心共同拟定了东风6型机车的鉴定大纲，东风6型0003号机车完成15万公里运用考核后将进行解体检查，而制造中的东风6型0004号机车则将作为部级鉴定试验用车。1995年10月，东风6型0004号机车落成出厂，但是机车刚出厂试运行便发生牵引电动机抱轴瓦烧损，经检查后发现抱轴瓦因制作工艺不当，全部出现裂纹而需重新制造；同时，鉴定试验用的柴油机也由于国产化喷油泵无法使用，只能再次从英国订购喷油泵和喷油器，至同年11月才完成组装，导致东风6型0004号机车的鉴定试验被迫推迟。1996年3月26日，东风6型0004号机车配属大连机务段投入运用考核，至同年5月11日行驶了30627公里，完成了3万公里磨合试验。同年5月12日，东风6型0003号机车已走行161203公里，完成了15万公里运用考核并返回大连机车车辆厂进行拆检。1996年5月21日至6月10日，东风6型0004号机车在大连机车车辆厂水阻试验台完成了机车定置试验；同年6月18日至6月25日，在沈大铁路大连北至大石桥、辽溪铁路辽阳至本溪区间完成了动力学性能试验；同年7月9日至8月2日，又在上海铁路局南京东机务段进行了冷却能力试验。1996年9月12日至11月20日，东风6型0004号机车在北京环形铁道完成了余下的各项鉴定试验项目，包括牵引热工性能、电阻制动、牵引电动机温升、启动加速性能、粘着性能等试验。1997年，16V240ZJD型柴油机亦完成了各项部级鉴定试验。1998年10月，大连机车车辆厂向铁道部科教司提出对东风6型机车安排进行部级鉴定的申请；同年12月，铁道部组织的标准化审查组对东风6型机车进行了设计及鉴定标准化审查。1999年10月，铁道部召开东风6型机车部级鉴定会，与会代表认为该型机车“主要指标已达到设计任务书规定的要求”，“运用经济性上达到1980年代末世界同类机车的先进水平”，同意通过部级鉴定。

### 运用历史
大连机车车辆厂曾经对东风6型柴油机车寄予厚望，极其希望能将其投入批量生产，作为ND5型柴油机车的补充和替代产品，工厂曾提出转产东风6型机车的技术改造计划并上报铁道部待批，但由于较高的机车制造成本和国产化零部件可靠性未如理想等种种原因，国产化东风6型机车的运用考核和部级鉴定进展缓慢，国产化机车直到面世八年之后才通过部级鉴定，铁道部也没有作出转产改造和批量生产的决定。四台东风6型机车完成各种试验之后，仍配属沈阳铁路局大连机务段运用，但由于缺乏配件和维护困难等原因很快就被弃用。2000年代初，东风6型0001、0002、0004号机车已经报废，只余下车况较好的0003号机车仍担当运输任务。2003年，东风6型0003号机车亦停运报废。

### 技术影响
虽然东风6型机车没有成功投入批量生产，但东风6型机车上的部分成熟技术后来被应用到多种型号的机车。永济电机厂引进和吸收了通用电气的电机制造技术如压型焊接机体、定子整体压型线圈等，在国产化ZD108型牵引电动机的试制经验基础上，先后开发了为东风4E型柴油机车配套的ZD109A型牵引电动机、为东风10F型柴油机车配套的ZD109B型牵引电动机、为东风8B型柴油机车配套的ZD109C型牵引电动机等产品，使其性能和可靠性比以往的产品有很大进步。机车控制系统方面，东风11型和东风8B型柴油机车所采用的16位微机控制系统，便是参考自东风6型机车的微机控制系统，其硬件和软件分别由株洲电力机车研究所和大连内燃机车研究所研制。此外，大连机车车辆厂在引进和消化通用电气车载微机系统的基础上，于1996年研制了集成程度更高的内燃机车控制器（DLC）单片机系统，被广泛应用在该厂生产的十几种型号的柴油机车上。
1996年9月，铁道部决定于1997年4月1日开展中国铁路第一次大提速，要求大连机车车辆厂迅速研制提速客运机车。1996年12月15日，首台东风4D型提速客运机车在大连机车车辆厂落成，得益于直接采用东风6型机车上的成熟技术，从下达任务到原型车出厂仅用了三个月时间，并成为了前四次铁路大提速的主力客运机车。东风4D型提速客运机车的动力装置采用久经试验的16V240ZJD型柴油机，并使用与东风6型机车相同的高温冷却系统、密闭压力水箱和机油热交换器；电力传动装置采用TQFR-3000E型牵引发电机和ZD109B型牵引电动机。

### 衍生车型

#### 东风10D型
1980年代末，中国铁道部确定了以提高运输能力为中心的铁路科技发展规划，并将铁路货运重载配套技术列入研究开发的主攻方向之一。为了满足中国铁路干线开行5000吨重载货物列车的需要，根据国家计划委员会于1991年下达的国家重点科技项目合同，大连机车车辆厂于1994年12月试制出新一代的东风10D型柴油机车。该型机车是以大连机车车辆厂于1988年研制的东风10型柴油机车为基础，吸收和应用了东风6型柴油机车上的各种先进技术，而开发研制的5000马力（3590千瓦）双节联挂八轴重载货运机车。东风10D型柴油机车的动力装置为12V240ZJD型柴油机，电力传动装置和控制系统是以国产化的东风6型机车为基础改进而成，包括JF206A型牵引发电机和ZD108型牵引电动机。与东风6型机车相比，东风10D型机车还采用了许多前者所没有的崭新技术，例如由交流异步电动机驱动的辅助传动系统、以牵引发电机作为起动电机的柴油机变频起动技术、由两台微机组成的主从微机通讯控制系统、干式加压闭式循环冷却水系统等。就动力装置、电传动装置和控制系统的技术水平而言，东风10D型柴油机车无疑是当时中国铁路最先进的国产柴油机车，但由于受到零部件制造工艺和生产品质的限制，该型机车的可靠性特别是交流辅助传动系统，远远未达到可供投入运用的成熟程度。唯一一组东风10D型柴油机车在完成线路运行试验后返厂封存，未能投入批量生产。

#### 东风6A型
根据铁道部于1994年修订及发布的《铁路主要技术政策》，计划在繁忙干线上大量开行5000吨重载货物列车，重载列车在平直道上最高速度要达到90公里/小时，并提出发展25吨轴重的机车车辆和配套技术。因此，大连机车车辆厂提出以东风6型机车为基础，吸收东风10D型柴油机车的先进技术和经验，开发研制25吨轴重的东风6A型柴油机车，并采用柔性自导向径向转向架，以提高机车的通过曲线性能和粘着利用，减少轮轨磨耗。“东风6A重载内燃机车径向转向架”并被列入铁道部科技开发项目，由大连机车车辆厂联合上海铁道大学和西南交通大学研制。径向转向架的设计方案于1996年底进行了厂内设计审查。虽然东风6A型机车并未投入试制，但其径向转向架的设计后来被应用于2000年研制成功的东风4D型7000系机车。

## 技术特点

### 总体布置
东风6型机车是干线客货运通用的六轴柴油机车，机车标称功率为3,250马力（2,425千瓦），构造速度为118公里/小时，运转整备重量为138吨，机车并设有重联装置。车体结构基本继承自东风4型机车的传统设计，采用双司机室、内走廊式、全钢焊接结构的框架式侧墙承载车体，车体由左右侧壁、底架、车顶、司机室焊接在一起，车体主要骨架采用16Mn低合金钢材。车体外形尺寸与东风4型机车大致相同，车体底架长度为20,500毫米，车钩中心线间距为21,100毫米，车体宽度为3,308毫米，车体高度为4,593毫米。两端设有同等功能的司机室，可双向操纵机车。机车从前到后分别为Ｉ端司机室、电气室、动力室、冷却室、辅助室、Ⅱ端司机室，其中电气室、动力室和冷却室顶部均设计成活动顶盖，以便拆装车内部件。车体底架两端装有新设计的23号上开式车钩和大容量橡胶缓冲器（东风4B型机车使用13号下作用车钩和MT-3型缓冲器）。在车体底架下面两台转向架之间，吊挂着一个容量为9000升的燃油箱，以及两个总容量为2×625升的主风缸，燃油箱两侧设有蓄电池组。
司机室内机车运行方向的左侧设有司机操纵台、空气制动机的自动制动阀和单独制动阀，右侧设有副司机座席及工具箱；司机室后部设有手制动装置手柄。与东风4型机车相比，东风6型机车司机室的主要变化为取消二层地板以降低司机室高度，并加大了前窗和侧窗玻璃等。电气室内设有主硅整流柜、励磁整流柜及行车安全设备箱（即机车自动停车装置、机车信号装置和列车无线调度电话装置）等电气设备，顶部装有一台与通用电气Dash 8系列机车相同形式的卧式电阻制动柜。位于机车中部的动力室内安装了一套柴油发电机组，机组通过八个橡胶弹性支座固定在车体底架上；由启动变速箱驱动的启动发电机、励磁机、测速发电机、前转向架牵引电动机通风机等辅助设备布置在动力室前部靠近发电机位置的地板上，而后部靠近冷却室的位置则设有车体通风机、机油热交换器、机油滤清器、膨胀水箱等辅助设备。柴油机空气滤清系统采用与ND5型机车相同的二级空气滤清系统，第一级为离心式旋风惯性空气滤清器，第二级为金属骨架纸质滤芯空气滤清器。动力室顶棚两侧设有车体通风机，将柴油机运转时产生的燃气和热风抽出，与东风4型机车的设计相同。为了方便对动力装置的检修，机车除了在司机室设有侧门外，在动力室的两侧也设有一对侧门。
冷却室设有冷却水系统和散热装置，油水冷却系统的设计参考自ND5型机车，柴油机采用封闭加压循环的高温冷却水系统，通过增大换热温差来提升散热性能，柴油机出口冷却水温度可达98±3℃；而机油热交换器和中冷器则共用开式循环的低温冷却水系统。冷却室顶部装有V型结构的肋片扁管式铜散热器，包括12个高温冷却水系统散热器单节和32个低温冷却水系统散热器单节，以及两个直径为1,600毫米的轴流式冷却风扇。冷却室下方设有静液压变速箱、后转向架牵引电动机通风机、空气压缩机等，冷却风扇由静液压马达传动，牵引电动机通风机采用机械传动。辅助室内设有预热锅炉、空气干燥器、空调电源装置和控制箱等。东风6型机车的空气制动和手制动装置亦与东风4型机车大致相同，依然沿用了国产的JZ-7型空气制动机，但根据机车重联运用的需要作出了一些改动，机车重联时除了需要连接列车管外，机车端部还新增了总风重联管和制动平均管，制动机亦增设了重联阀。

### 柴油机
东风6型机车装用一台由大连机车车辆工厂制造的16V240ZJD型柴油机，该型柴油机是在16V240ZJB型和16V240ZJC型柴油机的基础上，通过与英国里卡多公司的技术合作对柴油机结构作出改良，于1986年开发完成的大功率柴油机，为240/275系列柴油机产品之一。16V240ZJD型柴油机是一款16气缸、四冲程、V型结构、直接喷射、废气涡轮增压、增压空气中间冷却的中速柴油机。气缸内径为240毫米，活塞行程为275毫米，气缸V形夹角为50°，额定转速为每分钟1000转，最低空载转速为每分钟430转，平均有效压力为1.774兆帕，UIC标定功率为4400马力（3240千瓦），装车功率为4000马力（2940千瓦），额定满功率运转时的燃油消耗量为152克/有效马力·小时（207克/有效千瓦·小时），设计使用寿命为25000小时。
16V240ZJD型柴油机的设计原则，是在保持柴油机总体结构不变和主要零部件通用互换的原则下，采用16V240ZJC型柴油机开发中所改进的机体、曲轴、连杆、气缸套和球铁活塞等部件，重新设计的部件包括气缸盖和气门结构；凸轮轴除了轴径加粗、凸轮型线不同、轴段连接法兰紧固方式不同之外，其余部分皆与C型柴油机的凸轮轴相同。柴油机机体由整体铸钢主轴承座与钢板焊接而成，并采用带有水套的全加工厚壁气缸套、带有16块平衡铁的稀土合金球铁曲轴、具有悬挂式活塞裙的整体薄壁球铁活塞和顶置式四气门配气机构。柴油机采用定压增压系统，在V形夹角上方布置有排气总管和进气道，在其两端分别各设有一套涡轮增压器和中冷器。为了保证柴油机能达到设计性能指标，在装用于首两台东风6型机车的原型机上，其中一些重要零部件选用了外国产品，包括英国冰川金属公司生产的主轴瓦和连杆瓦、瑞士ABB公司的VTC254-13型增压器、英国布赖斯·伯杰公司（Bryce Berger）的FCVAB单体式喷油泵和NTDLB密封式喷油器、美国伍德沃德公司的PGEV调速器等。

### 传动系统
东风6型机车采用交—直流电传动装置，柴油机通过法兰盘直接驱动一台三相交流同步牵引发电机，通过硅整流装置把牵引发电机发出的三相交流电整流为直流电，再将电能输送给两台转向架上的六台并联连接的直流牵引电动机，通过传动齿轮驱动轮对。
牵引发电机采用十极、三相、他励的通用电气GTA32A1型同步交流发电机（国产化型号为JF202型），该发电机的电气结构与通用电气Dash 8系列机车所使用的GMG187型牵引发电机完全相同，但机械结构上取消了后者的同步交流辅助发电机，并根据与16V240ZJD型柴油机的联接要求作改进设计。牵引发电机的额定容量为2880千伏安，额定电压为375伏特，额定电流为7080安培，最大电压为1250伏特，额定转速为每分钟1000转，定子和转子绕组绝缘等级均为H级，冷却方式为强迫通风，主发电机净重为7914公斤。牵引发电机的励磁电流由一台GQL-45D型三相感应子交流发电机供给，其产生的交流电经励磁整流装置三相桥式全波整流后，供给牵引发电机转子的励磁绕组。
牵引发电机发出的三相交流电由硅整流装置转换成直流电，机车上设有一组由大连机车车辆厂研制的GTF7080/1250型硅整流装置，采用由风冷式硅二极管元件组成的三相桥式全波整流电路，硅整流装置有六个整流桥臂，每一桥臂有六个并联的大功率整流二极管（正向平均电流为2100安培、反向重复峰值电压为3200伏特），整台机车共有36个二极管元件，最大直流输出电压为1350伏特。牵引电动机采用通用电气GE752AFC1型四极直流串励电动机（国产化型号为ZD108型），额定功率为400千瓦，额定电压为392伏特，额定电流为1180安培，最大电流为1600安培，额定转速为每分钟455转，最高转速为每分钟2506转，定子及电枢绝缘等级为H级，冷却方式为强迫通风。
由于机车选用了调压比极高、恒功运用范围广并且有较高传动效率的牵引发电机和牵引电动机，辅之以精准可靠的微机恒功率励磁控制系统，从而令机车具有优异的牵引性能，不仅有较大的起动牵引力与持续牵引力，并且有很高的恒功率速度。因此，东风6型机车并不需要像东风4B型机车那样对牵引电动机进行磁场削弱，也不需要像ND5型机车那样在牵引发电机设两套独立的电枢绕组进行串并联转换，电传动装置就能充分吸收柴油机的输出功率；与机车最高运用速度相对应的牵引电动机转速，即为牵引电动机的最高允许转速。在柴油机装车功率为4000马力（2940千瓦）的情况下，东风6型机车的标称功率可达到3,250马力（2,425千瓦），从持续速度（22.2公里/小时）到最高设计速度（118公里/小时）范围内都能实现范围内恒功率牵引特性控制。相比之下，同时期的东风4B型柴油机车的恒功率速度范围只有21.6～73.1公里/小时，一旦超过这个速度后传动装置就无法充分利用柴油机发出的功率，导致牵引功率急剧下降。
在电阻制动工况时，牵引电动机变为他励直流发电机工作，六个激磁绕组全部串联并由牵引发电机经硅整流柜供电，牵引电动机发出的电流输入到电阻制动柜，将电能通过电阻器转化为热能消耗掉，最大制动功率为3,750马力（2,800千瓦）。为了扩展电阻制动的最大制动力范围，东风6型机车设有与ND5型机车相同的三级扩展电阻制动，每两台牵引电动机的电枢串联连接一组制动电阻，在制动速度低于35公里/小时的范围内设置了三级电阻制动，由微机控制系统（下述）根据机车速度自动短接部分电阻，从而在低速范围（10～35公里/小时）内保持基本恒定的制动力（260千牛）。此外，为了使机车在静止状态测定各档位的输出功率和性能，东风6型机车还可以利用制动电阻作为自负荷试验的负载。

### 控制系统
东风6型机车的车载微机控制系统由大连机车车辆厂与通用电气公司共同设计，该系统是以通用电气Dash 8系列机车的微机控制系统为基础，但系统架构和控制功能较通用电气Dash 8系列略为简单。控制系统的硬件部分主要由微机系统主机及电源部分、信号传感器及信号处理部分、故障诊断显示屏等三大部分组成。微机系统主机是以英特尔80C186微处理器为核心，并配合512KB EPROM、64KB RAM（无断电保护）、48KB RAM（后备电池供电）；硬件架构釆用结构，主机设计有20个插槽，实际插有17块印刷电路板，包括处理器板、传感器输入板、频率输入板、励磁控制板、通信接口板等等。信号传感器及信号处理部分用于执行各种电压、电流、温度、转速、压力信号的数据采集和处理，为微机控制系统提供有关机车行驶状态的信息。故障诊断显示屏则是作为完成人机交互功能的显示终端界面，其核心为英特尔MSC-51系列的8751单片机，并通过RS-232-C串行接口与微机系统主机连接。微机控制系统的软件系统是一个分时执行的多任务实时操作系统，除了其操作系统和串行端口中断服务子程序采用汇编语言ASM86编写外，其它程序全部采用高级语言PL/M-86编写。
东风6型机车微机控制系统的主要功能，第一是机车运行控制与柴油机控制，例如机车运行工况及运行方向的转换、主电路的切换及柴油机转速和功率的控制。第二是机车牵引时柴油机恒功率与经济特性的控制，它是由励磁控制板上的大功率场效应管及相应的控制电路负责执行，在微机控制下自动调节牵引发电机励磁电流以满足不同情况下的控制要求，使电传动系统能够充分吸收柴油机的输出功率。第三是机车轮对防空转防滑行保护功能，机车采用了速差控制和轮对蠕滑控制相结合的粘着控制系统，微机系统的励磁调节环节持续监控着轮轨蠕滑状态，并根据空转或滑行的程度自动采取相应的粘着修正措施，包括撤砂、比例降功率、部分降功率、切除励磁这四种方式。第四是机车电阻制动的恒流控制及低速范围扩展功能，东风6型机车在使用电阻制动时，低速状态下的三级扩展控制（10～35公里/小时）、中速状态下的恒流控制（35～100公里/小时）、高速状态下减励磁控制（100～118公里/小时）均由微机系统自动控制。除此之外，微机系统还能够对柴油机和电气系统实施完善的保护，根据从传感器输入的各种性能参数进行数学函数和逻辑分析，对整个系统进行140种故障的检测，而且还可以对某些故障进行自动或手动处理。当机车出现故障时，司机操纵台上的故障诊断显示屏能提示故障位置，并将故障情况记录到机车履历，最多可连续储存1000条故障和相关参数。 然而，由于显示屏上的语言为英文，当机车出现问题时不谙英语的司机则难以迅速判断和处理故障。

### 转向架
机车轴式为Co-Co，走行部为两台相同的无导框式三轴转向架，转向架的结构形式与东风4型机车大致相同，除了牵引电动机、齿轮箱、轮对之外，转向架其他部分均直接沿用东风4型机车的传统设计。转向架采用钢板组焊成封闭式箱形结构的“目”字形构架，轮对轴箱内装有四列向心圆柱滚子轴承，轴箱定位装置采用拉杆式弹性定位结构，轴箱通过装有橡胶关节元件的上、下轴箱拉杆与构架相连接，实现轴箱相对于构架的横向和纵向定位。转向架采用四点支承弹性油浴摩擦旁承装置，车体全部重量通过八个旁承由两台转向架支承，有利于抑制转向架在直线运行时的蛇行运动。此外，转向架与车体间还设有弹性侧挡装置，使转向架进出曲线时能够相对与车体进行回转运动。弹簧悬挂装置分为一系和二系悬挂两部分。一系悬挂采用独立悬挂形式，包括轴箱与构架之间的轴箱圆弹簧、用于衰减吸收来自轨道高频振动的橡胶垫、以及在1、3、4、6轴装有并列的液压减震器（与东风4B型机车使用的SKF1型液压减震器不同，东风6型改用连接方式不同的TPJ61型液压减震器，与后来的东风4D型货运机车相同）；二系悬挂为转向架构架与车体之间的旁承橡胶堆。牵引力和制动力通过低位平行四杆牵引杆机构传递。
牵引电动机与转向架构架的连接沿用了东风4型机车的传统形式，但由于通用电气的牵引电动机抱轴轴颈较粗，并配用英制25°压力角的牵引齿轮，因此牵引电动机抱轴部分、齿轮箱和轮对亦相应改变了设计。牵引电动机采用单侧齿轮传动的轴悬式驱动方式（滑动抱轴承式半悬挂），即牵引电动机的一侧通过抱轴瓦（滑动轴承）刚性地支承在车轴上，另一侧通过弹性元件（橡胶垫）和吊杆悬挂在转向架构架上。全部牵引电动机采用顺置排列方式，即牵引电动机都放在车轴的同一侧，使牵引电动机相对于转向架构架产生的支反力作用方向相同，结合弹性旁承产生的支反力矩予以平衡，可以有效地减少轴重转移的幅度。牵引齿轮传动比为3.90（82：21），最高运行速度为118公里/小时。基础制动方式为带闸瓦间隙自动调节器的单侧踏面制动，每个车轮各配有一个9英寸直径制动缸，当机车施行制动时，制动缸从空气制动机获得压缩空气，并通过杠杆机构使闸瓦抱轮产生制动作用。停车制动为手制动装置。

## 车辆保存
- 东风6型0003号机车停用后被封存于大连机务段，至2009年中开始整修外观，于2010年进入位于沈阳市苏家屯区的沈阳铁路陈列馆保存展示。
- 东风6型0004号机车停用后被封存于大连机务段，其油箱后来被拆走作为机务段澡堂水箱，至2012年初开始整修外观并更改车号为0006号，存放于苏家屯机务段苏北折返段，沈阳西整备段，现停在苏家屯机务段机车报废场。

## 参看
- ND5型柴油机车
- C36-7型柴油机车
- C39-8型柴油机车
- 东风4B型柴油机车
- 东风4D型柴油机车